# 陸奥関根駅
陸奥関根駅（むつせきねえき）は、青森県むつ市大字関根字関根にあった下北交通大畑線の駅（廃駅）。大畑線の廃止により2001年（平成13年）4月1日に廃駅となった。

## 歴史
- 1939年（昭和14年）12月6日：開業[1]。
- 1958年（昭和33年）10月20日：貨物取扱廃止[1]。
- 1959年（昭和34年）4月1日：無人化。
- 1985年（昭和60年）7月1日：大畑線転換により、国鉄から下北交通の駅となる[1]。
- 2001年（平成13年）4月1日：大畑線廃止により廃駅となる。

## 駅構造
かつては交換設備を有しており貨物取扱があったが、廃止時には単式ホーム1面1線であった。

## 駅周辺
- むつ市立関根小学校
- むつ市立関根中学校
- 陸奥関根郵便局

## 現況
ホーム跡が残っている程度であるが、接続する青森県道274号陸奥関根停車場線はそのまま認定解除されず存続している。

## 隣の駅
下北交通
大畑線
樺山駅 - 陸奥関根駅 - 川代駅